# 衛演
衛演（?—?），三国时期辽东燕王公孙渊的侍中。
魏明帝景初元年（237年），公孙渊自立为燕王，建元绍汉，任命衛演为侍中。绍汉二年（238年），司马懿率军讨伐公孙渊。公孙渊战败，八月，公孙渊派遣相国王建、御史大夫柳甫向司马懿求和，司马懿斩杀王建、柳甫。公孙渊又派侍中卫演，请求指定日期，派送人质。司马懿对卫演说：“军事大要有五：能战发战，不能战当守，不能守当走；其他两条路，但有降与死耳。公孙渊不肯自缚面降，这是决心去死，不必送来人质！”

## 三国演義
《三国演義》描写，公孙渊派遣侍中卫演来到魏营。司马懿升帐，卫演以膝而行，跪于帐下，说：“愿太尉息雷霆之怒。克日先送世子公孫脩为质当，然后君臣自缚来降。”司马懿说：“军事大要有五：能战当战，不能战当守，不能守当走，不能走当降，不能降当死耳！何必送子为质当！”卫演抱头鼠窜而去。